# Phyllostictina ilicis
Phyllostictina ilicis är en svampart som först beskrevs av Cornelius Anton Jan Abraham Oudemans, och fick sitt nu gällande namn av Petr. & Syd. 1926. Phyllostictina ilicis ingår i släktet Phyllostictina och familjen Botryosphaeriaceae.   Inga underarter finns listade i Catalogue of Life.